# Hestra
Hestra est une localité de Suède dans la commune d'Ydre située dans le comté d'Östergötland.
Sa population était de 471 habitants en 2019.